# Coupe du monde de ski alpin 1980-1981
Navigation
Édition précédente Édition suivante
La coupe du monde de ski alpin 1980-1981 commence le 3 décembre 1980 avec la descente femmes de Val-d'Isère et se termine le 28 mars 1981 avec le géant hommes de Laax.
Les hommes disputent 36 épreuves : 10 descentes, 11 géants, 10 slaloms et 5 combinés.
Les femmes disputent 33 épreuves : 10 descentes, 9 géants, 9 slaloms et 5 combinés.
Au cours de la saison 1980-1981, il n'y a ni Jeux olympiques ni championnats du monde.

## Tableau d'honneur
| Catégorie | Messieurs        | Dames              |
| --------- | ---------------- | ------------------ |
| Général   | Phil Mahre       | Marie-Theres Nadig |
| Descente  | Harti Weirather  | Marie-Theres Nadig |
| Géant     | Ingemar Stenmark | Tamara McKinney    |
| Slalom    | Ingemar Stenmark | Erika Hess         |
| Combiné   | Phil Mahre       | Marie-Theres Nadig |

## Résumé de la saison
Chez les hommes, l'Américain Phil Mahre remporte la coupe du monde de ski alpin 1980-1981 avec 266 points devant le Suédois Ingemar Stenmark (260 points), le Soviétique Alexander Zhirov et son frère Steve Mahre.
L'Autrichien Harti Weirather remporte la coupe du monde de descente devant le Canadien Steve Podborski et le Suisse Peter Müller.
Le Suédois Ingemar Stenmark remporte la coupe du monde de géant devant le Soviétique Alexander Zhirov et l'Américain Phil Mahre.
Le Suédois Ingemar Stenmark remporte également la coupe du monde de slalom devant cette fois-ci l'Américain Phil Mahre et le Yougoslave Bojan Krizaj et l'Américain Steve Mahre.
Chez les femmes, les Suissesses réalisent le doublé avec Marie-Theres Nadig et Erika Hess. Marie-Theres Nadig gagne la coupe du monde de ski alpin 1980-1981 avec 289 points devant sa compatriote Erika Hess (251 points) et la skieuse du Liechtenstein Hanni Wenzel (241 points).
La Suissesse Marie-Theres Nadig remporte la coupe du monde de descente devant sa compatriote Doris De Agostini et l'Autrichienne Cornelia Pröll, sœur de la grande Annemarie Moser-Pröll.
En géant, l'Américaine Tamara McKinney remporte le petit globe de cristal devant la Suissesse Marie-Theres Nadig et la skieuse du Liechtenstein Hanni Wenzel, la Suissesse Erika Hess et l'Allemande de l'Ouest Irene Epple.
En slalom, c'est la Suissesse Erika Hess qui remporte la coupe du monde de la discipline devant l'Américaine Christin Cooper, la Française Perrine Pelen, l'Italienne Daniela Zini et une autre Française, Fabienne Serrat.

## Système de points
Le vainqueur d'une épreuve de coupe du monde se voit attribuer 25 points pour le classement général. Les skieurs classés aux quinze premières places marquent des points.
| Place  | 1er | 2d | 3e | 4e | 5e | 6e | 7e | 8e | 9e | 10e | 11e | 12e | 13e | 14e | 15e |
| ------ | --- | -- | -- | -- | -- | -- | -- | -- | -- | --- | --- | --- | --- | --- | --- |
| Points | 25  | 20 | 15 | 12 | 11 | 10 | 9  | 8  | 7  | 6   | 5   | 4   | 3   | 2   | 1   |

## Classement général
| Rang | Nom                 | Points |
| ---- | ------------------- | ------ |
| 1    | Phil Mahre          | 266    |
| 2    | Ingemar Stenmark    | 260    |
| 3    | Alexander Zhirov    | 185    |
| 4    | Steve Mahre         | 155    |
| 5    | Peter Müller        | 140    |
| 6    | Bojan Križaj        | 137    |
| 7    | Andreas Wenzel      | 130    |
| 8    | Harti Weirather     | 115    |
| 9    | Steve Podborski     | 110    |
| 10   | Christian Orlainsky | 105    |
| 11   | Joël Gaspoz         | 102    |
| 12   | Leonhard Stock      | 97     |
| 13   | Jarle Halsnes       | 95     |
| 14   | Hans Enn            | 93     |
| 15   | Jacques Lüthy       | 84     |
| 16   | Bruno Nöckler       | 79     |
| 17   | Paul Frommelt       | 77     |
| 18   | Valeri Tsyganov     | 73     |
|      | Peter Wirnsberger   | 73     |
| 20   | Vladimir Andreïev   | 72     |

| Rang | Nom                | Points |
| ---- | ------------------ | ------ |
| 1    | Marie-Theres Nadig | 289    |
| 2    | Erika Hess         | 251    |
| 3    | Hanni Wenzel       | 241    |
| 4    | Christin Cooper    | 198    |
| 5    | Irene Epple        | 181    |
| 6    | Tamara McKinney    | 176    |
|      | Perrine Pelen      | 176    |
| 8    | Cindy Nelson       | 168    |
| 9    | Christa Kinshofer  | 165    |
| 10   | Fabienne Serrat    | 149    |
| 11   | Daniela Zini       | 137    |
| 12   | Maria Walliser     | 112    |
| 13   | Doris de Agostini  | 110    |
| 14   | Maria Epple        | 102    |
| 15   | Olga Charvatova    | 84     |
| 16   | Cornelia Pröll     | 78     |
| 17   | Wanda Bieler       | 75     |
| 18   | Maria-Rosa Quario  | 64     |
| 19   | Holly Flanders     | 63     |
| 20   | Torill Fjeldstad   | 62     |

## Classements de chaque discipline
Les noms en gras remportent les titres des disciplines.

### Descente
| Rang | Nom                    | Points |
| ---- | ---------------------- | ------ |
| 1    | Harti Weirather        | 115    |
| 2    | Steve Podborski        | 110    |
| 3    | Peter Müller           | 95     |
| 4    | Peter Wirnsberger      | 73     |
| 5    | Ulrich Spiess          | 56     |
| 6    | Valeri Tsyganov        | 55     |
|      | Toni Bürgler           | 55     |
| 8    | Gerhard Pfaffenbichler | 48     |
| 9    | Helmut Höflehner       | 47     |
| 10   | Leonhard Stock         | 43     |

| Rang | Nom                | Points |
| ---- | ------------------ | ------ |
| 1    | Marie-Theres Nadig | 120    |
| 2    | Doris de Agostini  | 110    |
| 3    | Cornelia Pröll     | 78     |
| 4    | Irene Epple        | 71     |
| 5    | Torill Fjeldstad   | 62     |
| 6    | Jana Šoltýsová     | 61     |
| 7    | Cindy Nelson       | 60     |
|      | Holly Flanders     | 60     |
| 9    | Hanni Wenzel       | 42     |
|      | Elisabeth Kirchler | 42     |

### Géant
| Rang | Nom                 | Points |
| ---- | ------------------- | ------ |
| 1    | Ingemar Stenmark    | 125    |
| 2    | Alexander Zhirov    | 115    |
| 3    | Phil Mahre          | 84     |
| 4    | Joël Gaspoz         | 71     |
| 5    | Jean-Luc Fournier   | 62     |
| 6    | Christian Orlainsky | 61     |
| 7    | Bruno Nöckler       | 56     |
| 8    | Jacques Lüthy       | 53     |
| 9    | Hans Enn            | 52     |
| 10   | Jarle Halsnes       | 50     |

| Rang | Nom                | Points |
| ---- | ------------------ | ------ |
| 1    | Tamara McKinney    | 102    |
| 2    | Marie-Theres Nadig | 97     |
| 3    | Erika Hess         | 78     |
|      | Hanni Wenzel       | 78     |
|      | Irene Epple        | 78     |
| 6    | Maria Epple        | 71     |
| 7    | Christin Cooper    | 69     |
| 8    | Christa Kinshofer  | 63     |
| 9    | Perrine Pelen      | 60     |
|      | Wanda Bieler       | 60     |

### Slalom
| Rang | Nom               | Points |
| ---- | ----------------- | ------ |
| 1    | Ingemar Stenmark  | 120    |
| 2    | Phil Mahre        | 97     |
| 3    | Steve Mahre       | 80     |
|      | Bojan Križaj      | 80     |
| 5    | Paul Frommelt     | 77     |
| 6    | Alexander Zhirov  | 70     |
| 7    | Vladimir Andreïev | 62     |
| 8    | Piero Gros        | 48     |
| 9    | Stig Strand       | 46     |
| 10   | Jarle Halsnes     | 45     |
|      | Franz Gruber      | 45     |
|      | Bengt Fjällberg   | 45     |

| Rang | Nom                 | Points |
| ---- | ------------------- | ------ |
| 1    | Erika Hess          | 125    |
| 2    | Christin Cooper     | 86     |
| 3    | Perrine Pelen       | 81     |
|      | Daniela Zini        | 81     |
| 5    | Fabienne Serrat     | 63     |
| 6    | Hanni Wenzel        | 59     |
| 7    | Tamara McKinney     | 52     |
| 8    | Petra Macchi        | 51     |
| 9    | Nadejda Patrakeïeva | 46     |
| 10   | Claudia Giordani    | 43     |

### Combiné
| Rang | Nom                  | Points |
| ---- | -------------------- | ------ |
| 1    | Phil Mahre           | 102    |
| 2    | Andreas Wenzel       | 55     |
| 3    | Peter Müller         | 45     |
| 4    | Hans Enn             | 31     |
| 5    | Steve Mahre          | 29     |
| 6    | Sigfrid Kerschbaumer | 28     |
| 7    | Leonhard Stock       | 20     |
|      | Jacques Lüthy        | 20     |
|      | Herbert Plank        | 20     |
|      | Even Hole            | 20     |

| Rang | Nom                | Points |
| ---- | ------------------ | ------ |
| 1    | Marie-Theres Nadig | 86     |
| 2    | Hanni Wenzel       | 62     |
| 3    | Christa Kinshofer  | 52     |
| 4    | Erika Hess         | 51     |
| 5    | Fabienne Serrat    | 50     |
| 6    | Christin Cooper    | 41     |
|      | Cindy Nelson       | 40     |
| 8    | Perrine Pelen      | 35     |
|      | Maria Walliser     | 35     |
| 10   | Irene Epple        | 31     |

## Calendrier et résultats

### Messieurs
| Date             | Lieu                         | Épreuve     | Vainqueur           | Second                          | Troisième              |
| ---------------- | ---------------------------- | ----------- | ------------------- | ------------------------------- | ---------------------- |
| 7 décembre 1980  | Val d'Isère                  | Descente    | Ulrich Spiess       | Ken Read                        | Steve Podborski        |
| 9 décembre 1980  | Madonna                      | Slalom      | Ingemar Stenmark    | Paul Frommelt                   | Bojan Križaj           |
| 10 décembre 1980 | Madonna                      | Géant       | Ingemar Stenmark    | Alexander Zhirov                | Gerhard Jager          |
| 14 décembre 1980 | Val Gardena                  | Descente I  | Peter Müller        | Harti Weirather                 | Steve Podborski        |
| 14 décembre 1980 | Val Gardena Madonna          | Combiné     | Peter Müller        | Leonhard Stock                  | Andreas Wenzel         |
| 15 décembre 1980 | Val Gardena                  | Descente II | Harti Weirather     | Ulrich Spiess                   | Peter Müller           |
| 21 décembre 1980 | Saint-Moritz                 | Descente    | Steve Podborski     | Peter Wirnsberger               | Peter Müller           |
| 4 janvier 1981   | Ebnat-Kappel                 | Géant       | Christian Orlainsky | Hans Enn                        | Jean-Luc Fournier      |
| 4 janvier 1981   | Val d'Isère Ebnat-Kappel     | Combiné     | Andreas Wenzel      | Hans Enn                        | Phil Mahre             |
| 6 janvier 1981   | Morzine                      | Géant       | Ingemar Stenmark    | Joël Gaspoz                     | Bojan Križaj           |
| 10 janvier 1981  | Garmisch                     | Descente    | Steve Podborski     | Peter Müller                    | Harti Weirather        |
| 10 janvier 1981  | Garmisch Morzine             | Combiné     | Phil Mahre          | Peter Müller                    | Andreas Wenzel         |
| 11 janvier 1981  | Garmisch                     | Slalom      | Steve Mahre         | Petar Popangelov                | Paul Frommelt          |
| 13 janvier 1981  | Oberstaufen                  | Slalom      | Paul Frommelt       | Ingemar Stenmark                | Steve Mahre            |
| 17 janvier 1981  | Kitzbühel                    | Descente    | Steve Podborski     | Peter Müller                    | Peter Wirnsberger      |
| 17 janvier 1981  | Kitzbühel Oberstaufen        | Combiné     | Phil Mahre          | Steve Mahre                     | Ingemar Stenmark       |
| 18 janvier 1981  | Kitzbühel                    | Slalom      | Ingemar Stenmark    | Vladimir Andreïev               | Christian Orlainsky    |
| 24 janvier 1981  | Wengen                       | Descente    | Toni Bürgler        | Harti Weirather                 | Steve Podborski        |
| 25 janvier 1981  | Wengen                       | Slalom      | Bojan Križaj        | Marc Girardelli                 | Ingemar Stenmark       |
| 26 janvier 1981  | Adelboden                    | Géant       | Ingemar Stenmark    | Boris Strel Christian Orlainsky |                        |
| 31 janvier 1981  | Sankt Anton Arlberg-Kandahar | Descente    | Harti Weirather     | Peter Wirnsberger               | Steve Podborski        |
| 1er février 1981 | Sankt Anton Arlberg-Kandahar | Slalom      | Ingemar Stenmark    | Phil Mahre                      | Jarle Halsnes          |
| 1er février 1981 | Sankt Anton Arlberg-Kandahar | Combiné     | Phil Mahre          | Herbert Plank                   | Herbert Renoth         |
| 2 février 1981   | Schladming                   | Géant       | Ingemar Stenmark    | Hans Enn                        | Jean-Luc Fournier      |
| 8 février 1981   | Oslo                         | Slalom      | Ingemar Stenmark    | Bengt Fjällberg                 | Vladimir Andreïev      |
| 11 février 1981  | Voss                         | Géant       | Ingemar Stenmark    | Alexander Zhirov                | Bruno Nöckler          |
| 14 février 1981  | Åre                          | Géant       | Ingemar Stenmark    | Alexander Zhirov                | Phil Mahre             |
| 15 février 1981  | Åre                          | Slalom      | Phil Mahre          | Ingemar Stenmark                | Franz Gruber           |
| 5 mars 1981      | Aspen                        | Descente I  | Valeri Tsyganov     | Harti Weirather                 | Gerhard Pfaffenbichler |
| 6 mars 1981      | Aspen                        | Descente II | Harti Weirather     | Steve Podborski                 | Franz Heinzer          |
| 7 mars 1981      | Aspen                        | Géant       | Phil Mahre          | Ingemar Stenmark                | Steve Mahre            |
| 14 mars 1981     | Furano                       | Géant       | Alexander Zhirov    | Gerhard Jager                   | Ingemar Stenmark       |
| 15 mars 1981     | Furano                       | Slalom      | Phil Mahre          | Bojan Križaj                    | Ingemar Stenmark       |
| 24 mars 1981     | Borovetz                     | Géant       | Alexander Zhirov    | Ingemar Stenmark                | Joël Gaspoz            |
| 25 mars 1981     | Borovetz                     | Slalom      | Alexander Zhirov    | Steve Mahre                     | Phil Mahre             |
| 28 mars 1981     | Laax                         | Géant       | Alexander Zhirov    | Phil Mahre                      | Ingemar Stenmark       |

### Dames
| Date             | Lieu                        | Épreuve     | Vainqueur          | Seconde             | Troisième          |
| ---------------- | --------------------------- | ----------- | ------------------ | ------------------- | ------------------ |
| 3 décembre 1980  | Val d'Isère                 | Descente    | Marie-Theres Nadig | Kathy Kreiner       | Irene Epple        |
| 4 décembre 1980  | Val d'Isère                 | Géant       | Irene Epple        | Perrine Pelen       | Christa Kinshofer  |
| 4 décembre 1980  | Val d'Isère                 | Combiné     | Marie-Theres Nadig | Irene Epple         | Christa Kinshofer  |
| 8 décembre 1980  | Limone Piemonte             | Géant       | Marie-Theres Nadig | Daniela Zini        | Fabienne Serrat    |
| 12 décembre 1980 | Piancavallo                 | Descente    | Marie-Theres Nadig | Torill Fjeldstad    | Doris de Agostini  |
| 12 décembre 1980 | Piancavallo Limone Piemonte | Combiné     | Marie-Theres Nadig | Fabienne Serrat     | Erika Hess         |
| 13 décembre 1980 | Piancavallo                 | Slalom      | Fabienne Serrat    | Erika Hess          | Maria-Rosa Quario  |
| 17 décembre 1980 | Altenmarkt                  | Descente    | Jana Šoltýsová     | Doris de Agostini   | Torill Fjeldstad   |
| 18 décembre 1980 | Altenmarkt                  | Slalom      | Perrine Pelen      | Christa Kinshofer   | Daniela Zini       |
| 21 décembre 1980 | Bormio                      | Slalom      | Perrine Pelen      | Nadejda Patrakeïeva | Erika Hess         |
| 8 janvier 1981   | Pfronten                    | Descente    | Cornelia Pröll     | Doris de Agostini   | Holly Flanders     |
| 12 janvier 1981  | Schruns                     | Descente    | Doris de Agostini  | Cindy Nelson        | Irene Epple        |
| 13 janvier 1981  | Schruns                     | Slalom      | Erika Hess         | Claudia Giordani    | Tamara McKinney    |
| 19 janvier 1981  | Crans Montana               | Descente    | Marie-Theres Nadig | Doris de Agostini   | Christa Kinshofer  |
| 21 janvier 1981  | Crans Montana               | Slalom      | Erika Hess         | Christin Cooper     | Hanni Wenzel       |
| 21 janvier 1980  | Crans Montana               | Combiné     | Christa Kinshofer  | Erika Hess          | Christin Cooper    |
| 22 janvier 1981  | Haute-Nendaz                | Géant       | Tamara McKinney    | Hanni Wenzel        | Irene Epple        |
| 24 janvier 1981  | Les Gets                    | Géant       | Tamara McKinney    | Christa Kinshofer   | Hanni Wenzel       |
| 28 janvier 1981  | Megève                      | Descente I  | Doris de Agostini  | Marie-Theres Nadig  | Torill Fjeldstad   |
| 28 janvier 1981  | Megève Les Gets             | Combiné     | Hanni Wenzel       | Tamara McKinney     | Marie-Theres Nadig |
| 29 janvier 1981  | Megève                      | Descente II | Marie-Theres Nadig | Doris de Agostini   | Cornelia Pröll     |
| 31 janvier 1981  | Les Diablerets              | Slalom      | Erika Hess         | Christin Cooper     | Daniela Zini       |
| 3 février 1981   | Zwiesel                     | Slalom      | Erika Hess         | Daniela Zini        | Christin Cooper    |
| 4 février 1981   | Zwiesel                     | Géant       | Maria Epple        | Christa Kinshofer   | Tamara McKinney    |
| 8 février 1981   | Haus im Ennstal             | Descente    | Gerry Sorensen     | Irene Epple         | Cornelia Pröll     |
| 8 février 1981   | Haus im Ennstal Zwiesel     | Combiné     | Hanni Wenzel       | Maria Walliser      | Christin Cooper    |
| 10 février 1981  | Maribor                     | Géant       | Marie-Theres Nadig | Maria Epple         | Irene Epple        |
| 6 mars 1981      | Aspen                       | Descente    | Elisabeth Kirchler | Regine Mösenlechner | Cindy Nelson       |
| 8 mars 1981      | Aspen                       | Géant       | Tamara McKinney    | Erika Hess          | Wanda Bieler       |
| 13 mars 1981     | Furano                      | Géant       | Marie-Theres Nadig | Hanni Wenzel        | Christin Cooper    |
| 15 mars 1981     | Furano                      | Slalom      | Erika Hess         | Christin Cooper     | Maria Epple        |
| 24 mars 1981     | Wangs-Pizol                 | Slalom      | Erika Hess         | Daniela Zini        | Maria Walliser     |
| 12 mars 1981     | Wangs-Pizol                 | Géant       | Erika Hess         | Christin Cooper     | Hanni Wenzel       |

## Coupe des nations
| Rang | Nom                  | Points |
| ---- | -------------------- | ------ |
| 1    | Suisse               | 1541   |
| 2    | Autriche             | 1274   |
| 3    | États-Unis           | 1214   |
| 4    | Italie               | 722    |
| 5    | Allemagne de l'Ouest | 697    |
| 6    | Liechtenstein        | 495    |
| 7    | France               | 480    |
| 8    | URSS                 | 405    |
| 9    | Suède                | 374    |
| 10   | Canada               | 314    |

| Rang | Nom           | Points |
| ---- | ------------- | ------ |
| 1    | Autriche      | 972    |
| 2    | Suisse        | 643    |
| 3    | États-Unis    | 487    |
| 4    | Suède         | 374    |
| 5    | URSS          | 356    |
| 6    | Italie        | 316    |
| 7    | Yougoslavie   | 244    |
| 8    | Canada        | 207    |
|      | Liechtenstein | 207    |
| 10   | Norvège       | 170    |

| Rang | Nom                  | Points |
| ---- | -------------------- | ------ |
| 1    | Suisse               | 898    |
| 2    | États-Unis           | 727    |
| 3    | Allemagne de l'Ouest | 609    |
| 4    | France               | 458    |
| 5    | Italie               | 406    |
| 6    | Autriche             | 302    |
| 7    | Liechtenstein        | 288    |
| 8    | Tchécoslovaquie      | 145    |
| 9    | Canada               | 107    |
| 10   | Norvège              | 62     |

Classement final